# کریپتو (فیلم)
کریپتو یا رمزنگاری (به انگلیسی: Crypto) فیلمی محصول سال ۲۰۱۹ و به کارگردانی جان استالبرگ جونیور است. در این فیلم بازیگرانی همچون بو نپ، الکسیز بلدل، لوک همسورث، کرت راسل، جیل هنسی، مالایا درو، وینسنت کارتیسر و پل جوهانسون ایفای نقش کرده‌اند.